# Дубравиця (Словаччина)
}}
Дубравиця — село в Банськобистрицькому окрузі Банськобистрицького краю Словаччини. Розташоване за 20 км південно-східніше Банської Бистриці.

## Населення
| Рік:            | 1994. | 2004.    | 2014.   | 2024.   |
| --------------- | ----- | -------- | ------- | ------- |
| Кількість осіб: | 328   | 365      | 395     | 408     |
| Різниця:        |       | +11,28 % | +8,21 % | +3,29 % |

| Рік:            | 2023. | 2024.   |
| --------------- | ----- | ------- |
| Кількість осіб: | 401   | 408     |
| Різниця:        |       | +1,74 % |

## Пам'ятки
Римсько-католицький костел святої Софії збудовано у 15 столітті місцевою шляхетською родиною Дубравицьких. У 1588 році костел піддали реконструкції. Розпис у стилі готики та ренесансу здійснили у 16 столітті. Чергових змін будівля зазнала в епоху бароко, коли храм було переобладнано. Головний вівтар подарували у 1760 році тодішні власники села — Урбани. У 1948 році костел відремонтовано та розписано. У 1963 році будівлю храму оголошено культурною пам'яткою.